# Национальный ядерный центр Республики Казахстан
Национа́льный я́дерный центр Респу́блики Казахста́н — научно-техническое объединение, созданное на базе военно-промышленного комплекса бывшего Семипалатинского испытательного полигона, а также соответствующих научных организаций и объектов, расположенных на территории Республики Казахстан.
Местонахождение — город Курчатов.

## Деятельность
Деятельность Национального ядерного центра состоит в ликвидации последствий испытаний ядерного оружия на территории Казахстана, контроле и борьбе с загрязнением окружающей среды, развитии ядерной энергетики в Казахстане, конверсии военно-промышленного комплекса Семипалатинского испытательного полигона и дальнейшее использование его возможностей, контроль за испытаниями ядерного оружия на действующих полигонах мира.
В НЯЦ разработана и выполняется комплексная программа по подготовке кадров в сотрудничестве с казахстанскими вузами: СГУ имени Шакарима, КазНУ имени аль-Фараби, КазНТУ имени К. И. Сатпаева, КазНПУ имени Абая, ЕНУ имени Л. Н. Гумилёва, Алматинским институтом энергетики и связи, Западно-Казахстанским гуманитарным университетом. В 2001 году в Астане открыт филиал института ядерной физики НЯЦ РК. Филиал работает на базе ЕНУ имени Л. Н. Гумилёва.
Центр имеет развитую научно-техническую и производственную инфраструктуру, в том числе три исследовательских реактора, изохронный циклотрон, ускорители заряженных частиц и несколько экспериментальных стендов.

## История
29 августа 1991 г. указом Президента Республики Казахстан № 409 был закрыт Семипалатинский испытательный ядерный полигон.
15 мая 1992 г. на базе комплекса бывшего Семипалатинского испытательного полигона и соответствующих научных организаций и объектов, расположенных на территории РК, Указом Президента Республики Казахстан № 779 создан Национальный ядерный центр и Агентство по атомной энергии Республики Казахстан. В состав НЯЦ РК вошёл ряд институтов в Курчатове, Алма-Аты и других.
5 сентября 2010 г. проведён пробный запуск токамака КТМ. Работы по подготовке и проведению пробного запуска токамака КТМ выполнены в ходе реализации бюджетной программы 045 «Создание казахстанского материаловедческого токамака КТМ».

## Структура
Институт ядерной физики (НЯЦ РК) — создан на базе Физико-технического института АН КазССР 25 июля 1957 года.
В 1993 году институт вошёл в состав Национального Ядерного Центра.
В 2013 году институт вышел из состава Национального ядерного центра и вошел в состав Агентства Республики Казахстан по атомной энергии как республиканское государственное предприятие на праве хозяйственного ведения.
Институт атомной энергии (ИАЭ НЯЦ РК) — создан в 1992 году на базе Объединенной экспедиции научно-производственного объединения «Луч» Министерства атомной энергии РФ. Основные направления деятельности — научно-исследовательские и опытно-конструкторские работы в поддержку программы развития атомной энергетики в Республике Казахстан, проведение технико-экономического обоснования строительства атомных станций в конкретных регионах, безопасность атомной и термоядерной энергетики, космические ядерные энергетические установки, радиационная физика твердого тела и реакторное материаловедение.
Институт радиационной безопасности и экологии (ИРБЭ НЯЦ РК) — создан в 1993 году на базе научно-исследовательских подразделений войсковой части 52605 и радиоэкологических подразделений НЯЦ РК. Основные направления деятельности — радиоэкология и радиационный мониторинг регионов Республики Казахстан, где проводились ядерные испытания или имеются радиационно-опасные объекты, рекультивация радиационно-загрязненных территорий, медико-биологические аспекты радиационных воздействий на объекты окружающей среды.
Предприятие «Байкал» — создано в 1992 году на базе бывших подразделений Министерства общего машиностроения СССР. Основные направления деятельности — прикладные научные исследования, инженерно-технические работы. Oсуществляет работы в сфере архитектурной, градостроительной и строительной деятельности на праве хозяйственного ведения.
Казахский государственный научно-производственный центр взрывных работ (КГЦВР НЯЦ РК) — создан постановлением Кабинета Министров РК от 7 июня 1993 года № 464 «О Казахском государственном научно — производственном центре взрывных работ». Постановлением Правительства РК № 807 от 19 августа 2002 года КГЦВР вошёл в состав РГП «Национальный ядерный центр» Республики Казахстан. Основные направления деятельности — производство взрывчатых материалов, выпуск специализированного оборудования, приборов и средств механизации взрывных работ, экспертиза проектной и технологической документации в области взрывных работ по разработке, испытанию и применению промышленных взрывчатых веществ, развитие промышленных взрывчатых материалов, разработка и внедрение простейших аммиачно-селитренных взрывчатых веществ (с изготовлением их на месте потребления), технологических комплексов, машин и оборудования для механизации взрывных работ, предоставление научных и внедренческих услуг в области, связанной с организацией и развитием промышленности взрывчатых веществ.

## Руководители
1992—1995 — Батырбеков Гадлет Андиянович;
1995—2000 — Черепнин Юрий Семенович;
2000—2006 — Тухватулин Шамиль Талибулович;
2006—2012 — Кадыржанов Кайрат Камалович;
2013—н/в — Батырбеков Эрлан Гадлетович.